# ألان أندرسون (لاعب كرة قاعدة)
ألان أندرسون (بالإنجليزية: Allan Anderson)‏ هو لاعب كرة قاعدة أمريكي، ولد في 7 يناير 1964 في لانكستر في الولايات المتحدة.

## وصلات خارجية
- ألان أندرسون على موقعبيزبول رفرنس.كوم (الدوري الرئيسي) (الإنجليزية)
- ألان أندرسون على موقعبيزبول رفرنس.كوم (الدوري الثانوي) (الإنجليزية)
- ألان أندرسون على موقع مشجعي الرسوم البيانية (الإنجليزية)